# Francesco Bertos

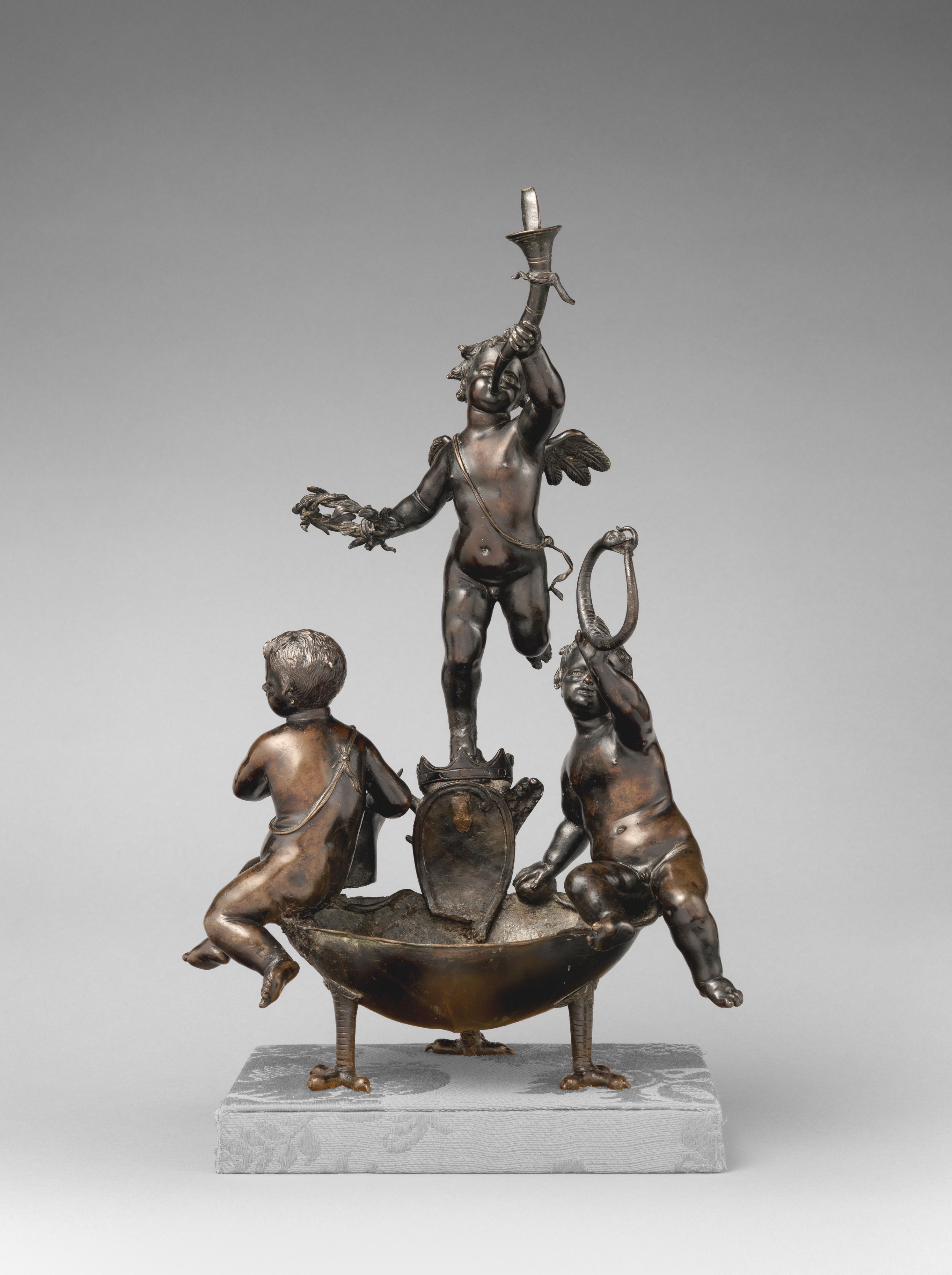
Francesco Bertos: Schale mit drei Putti

Francesco Bertos (* vor 1693 in Venedig; † nach 1733) war ein italienischer Bildhauer.

## Leben
Bertos schuf überwiegend kleine dekorative Skulpturengruppen, als Materialien verwendete er Bronze und Marmor. Seine Arbeiten finden sich in verschiedenen Sammlungen in Europa und Nordamerika, in der Eremitage in St. Petersburg befindet sich eine Marmorstatue.
Über seine Person ist nur wenig bekannt; er arbeitete im Jahr 1693 in Rom und in Venedig im Jahr 1710. Die letzte Aufzeichnung über sein Wirken stammt von einer Auftragsarbeit für die Basilika des Heiligen Antonius in Padua aus dem Jahr 1733.